# Super C (entreprise)
Pour les articles homonymes, voir Super C.
Super C, anciennement Super Carnaval, est une chaîne de magasins à escompte québécoise propriété de Metro Inc., spécialisée dans la vente au détail de produits alimentaires à bas prix. Elle compte, en 2024, 106 établissements répartis à travers le Québec et emploie plus de 7 500 personnes.
Super C, dont la compagnie d'origine se nommait La Ferme Carnaval, fut fondée le 15 septembre 1982 et a ouvert son premier supermarché sous le nom commercial Super Carnaval le 12 janvier 1983 à Beauport,. 

## Histoire
La Ferme Carnaval inc. fut fondée en 1982 par le promoteur immobilier de Toronto Joe Burnett, avant d'être achetée en 1987 par Metro-Richelieu Inc., alors qu'elle ne comptait que 12 établissements Super Carnaval au Québec, principalement dans la grande région de Montréal. La chaîne opère sous le nom Super Carnaval jusqu'en 1991, année où elle prend le nom Super C.
Depuis cette date, Super C a continué à prendre de l'expansion, notamment en convertissant quelques supermarchés Metro, en construisant ses propres établissements et en occupant, par location, des espaces vacants dans divers centres commerciaux. Jusqu'en 2006, elle comptait 9 supermarchés en Ontario avant de les convertir en Food Basics ou Loeb, deux bannières[Quoi ?] devenues la propriété de Metro en 1999.[réf. nécessaire]